# 90 000
90 000 var telefonnumret till den svenska SOS-tjänsten som inrättades 1953, och var i drift fram till den 1 juli 1996.

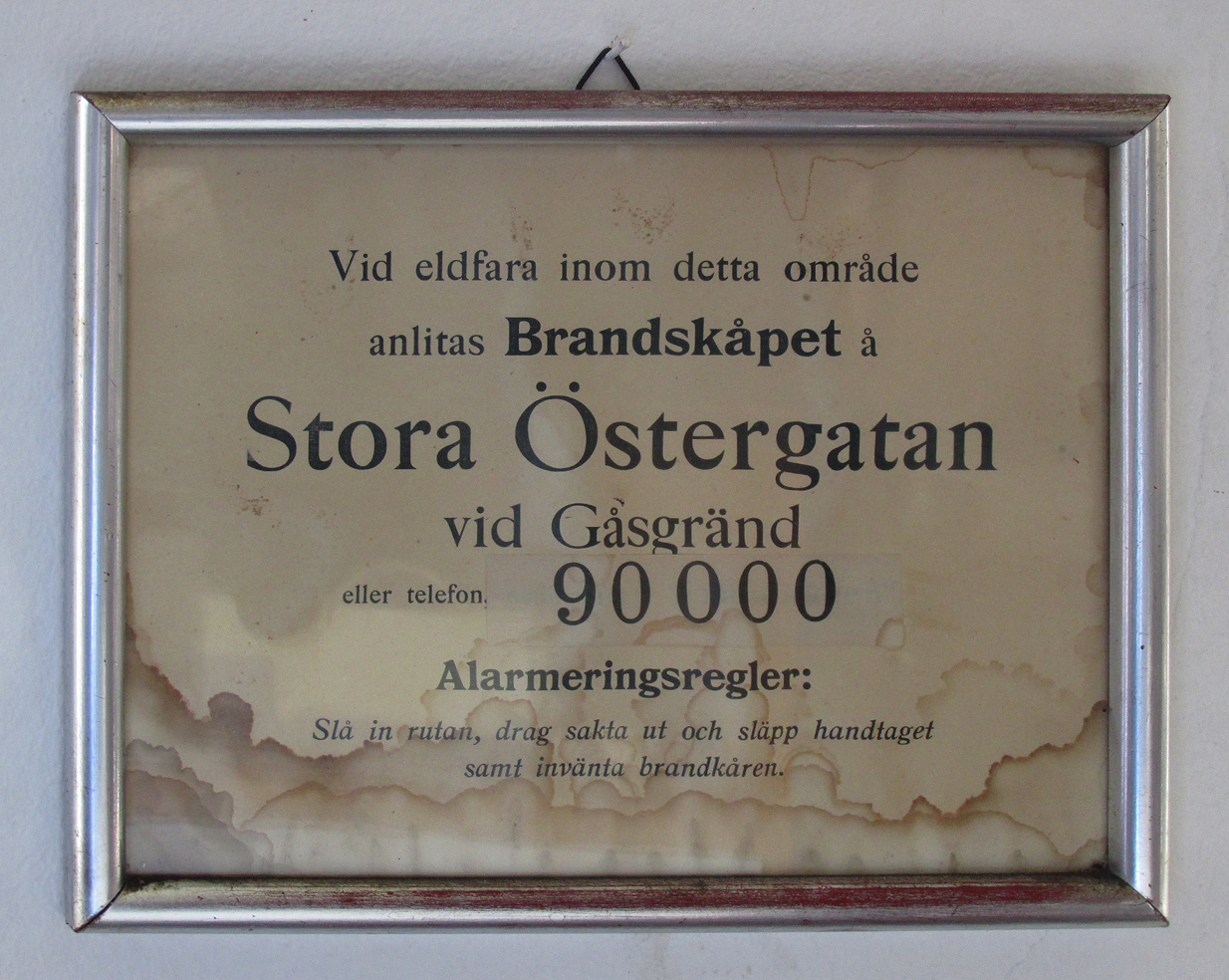
En gammal skylt med anvisningar för alarmering om brand i Ystad.

Numret 90 000 valdes i en tid då telefoner var stora och hade fingerskivor, och det var särskilt anpassat för Sverige. Till skillnad från de flesta andra länder hade de svenska fingerskivorna siffran nio, och inte noll, sist och numret ansågs vara enkelt att komma ihåg och enkelt att slå även i mörker. Man behövde inte heller hålla full kontroll på hur många nollor som slogs eftersom samtalet kopplades upp då de fyra första hade slagits.

## Pulsval
En anledning till valet av numret 90 000 var att det gick relativt enkelt att ringa för hand utan fungerande nummerskiva genom att använda hur systemet med pulsval fungerar. Det fungerar så att man lyfter luren och pulserar med klykan genom snabbt trycka ner den i sekvensen 10-paus-1-paus-1-paus-1-paus-1. När sekvensen är signalerad så verkställer telefonväxeln resten. För det nya numret 112 blir motsvarande 2-paus-2-paus-3. Därefter kopplas man fram.
En fördel med telefonnumret 90 000 var att den statistiska sannolikheten för att numret genererades av misstag var liten. Den statistiska sannolikheten för att en glappkontakt eller någon annan typ av elektriskt fel ska åstadkomma sifferföljden 90 000 är liten, medan följden 112 mycket lättare genereras med samma slags fel. När det brittiska telefonbolaget BT Group introducerade 112 i Storbritannien, beräknades antalet felaktiga samtal orsakade av elektriskt fel till hela 8 miljoner/år, vilket med tekniska åtgärder reducerades till 200 000/år. Detta kan sättas i relation till att brittiska BT under 2001 mottog 25 miljoner nödsamtal per år totalt sett.